# Droga wojewódzka nr 669
Droga wojewódzka nr 669 (DW669) – droga wojewódzka znajdująca się całkowicie w Białymstoku o długości 7,3 km. 
Łączy ona drogę krajową nr 8 (ulica Franciszka Kleeberga) i DK 65 (ulica Szosa Ełcka) z drogą wojewódzką nr 678 (ulica Wiadukt). Od połowy kwietnia 2021 roku przebieg DW669 pokrywa się z przebiegiem Trasy Niepodległości (ul. NSZ, al. Niepodległości i al. I.J. Paderewskiego).
Dawniej, łączyła ona drogę krajową nr 8 i 65 z drogą wojewódzką nr 676 (Al. Jana Pawła II).